# Lotnisko Lubin

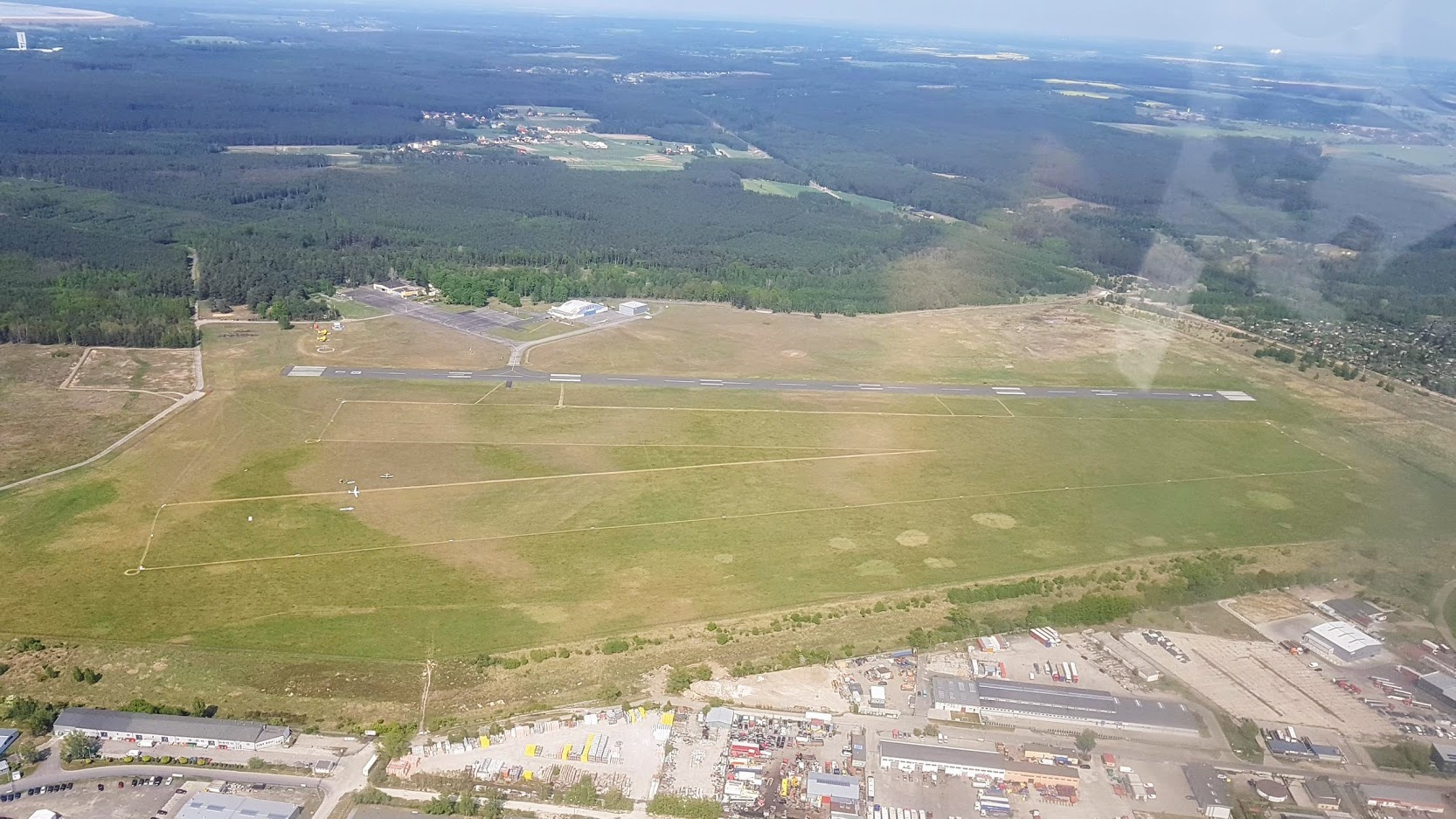
Widok lotniska od strony południowej

Lotnisko Lubin (kod ICAO: EPLU) – lotnisko użytku publicznego niepodlegające certyfikacji zarządzane przez Aeroklub Zagłębia Miedziowego. Jest położone w północnej części miasta, około 3 km od centrum. Lotnisko posiada asfaltobetonową drogę startową (RWY 31R/13L, 1000 m x 30 m) oraz dwa pasy trawiaste (RWY 31L/13R, 850 m x 100 m; RWY 29/11, 900 m x 100 m).
Pas 31R posiada światła podejścia do lądowania w układzie "uproszczony krzyż", światła progowe, krawędziowe oraz końcowe. Droga kołowania posiada światła krawędziowe. Oprócz tego istnieje wizualny wskaźnik ścieżki schodzenia PAPI na pasie 31R. Lotnisko posiadało niegdyś system radionawigacyjny typu NDB, który jednak został wyłączony z użytkowania.
Znak wywoławczy i częstotliwość radiowa: Lubin RADIO, 119,535 MHz.
Położenie lotniska ARP (WGS-84): 51° 25' 23'' N 016° 11' 46'' E
Lotnisko jest otwarte dla wszystkich statków powietrznych w terminach i godzinach ustalonych przez zarządzającego tym lotniskiem i podanych do publicznej wiadomości w AIP Polska VFR.
Na lotnisku EPLU istnieje możliwość hangarowania statków powietrznych o wysokości do 4 m.
Dostępne rodzaje paliw: JET A-1, AVGAS 100LL, AVGAS UL91. Operatorem stacji paliw jest Warter Aviation.